# Caowu, Hubei
Caowu (kinesiska: 曹武, 曹武镇) är en köpinghuvudort i Kina. Den ligger i provinsen Hubei, i den centrala delen av landet, omkring 100 kilometer nordväst om provinshuvudstaden Wuhan. Antalet invånare är 30 051. Befolkningen består av 14 668 kvinnor och 15 383 män. Barn under 15 år utgör 10,0 %, vuxna 15-64 år 79 %, och äldre över 65 år 9,0 %.
Runt Caowu är det tätbefolkat, med 613 invånare per kvadratkilometer. Närmaste större samhälle är Zaoshi, 12,8 km söder om Caowu. Trakten runt Caowu består till största delen av jordbruksmark.
Genomsnittlig årsnederbörd är 1 371 millimeter. Den regnigaste månaden är juli, med i genomsnitt 192 mm nederbörd, och den torraste är december, med 18 mm nederbörd.